# سائوری ستو
سائوری ستو (انگلیسی: Saori Seto؛ زادهٔ ۳ سپتامبر ۱۹۸۲) صداپیشه، و بازیگر اهل ژاپن است. وی از سال ۲۰۰۵ میلادی تاکنون مشغول فعالیت بوده‌است.